# Pygostrangalia kwangtungensis
Pygostrangalia kwangtungensis är en skalbaggsart som först beskrevs av J. Linsley Gressitt 1939.  Pygostrangalia kwangtungensis ingår i släktet Pygostrangalia och familjen långhorningar. Inga underarter finns listade i Catalogue of Life.